# Şehzade Ahmed Kemaleddin
Şehzade Ahmed Kemaleddin Efendi (turco ottomano: شهزادہ احمد کمالالدین; Istanbul, 16 luglio 1848 – Istanbul, 25 luglio 1905) è stato un principe ottomano, figlio del sultano Abdülmecid I e della consorte Verdicenan Kadin.

## Origini
Şehzade Ahmed Kemaleddin nacque il 16 luglio 1848 nel Palazzo di Çırağan, a Istanbul. Era figlio del sultano ottomano Abdülmecid I e di una delle sue consorti, Verdicenan Kadin, una principessa abcasa della famiglia Açba. Aveva una sorella maggiore, Münire Sultan. Inoltre, nel 1861, sua madre adottò una delle sue sorellastre appena rimasta orfana, Mediha Sultan, figlia di Abdülmecid e Gülistu Kadin.

## Primi anni di vita
Kemaleddin crebbe insieme ai suoi fratellastri, fra cui Şehzade Ahmed Nureddin e i futuri Mehmed V e Mehmed VI, coi quali fu circonciso il 9 aprile 1857 a Palazzo Dolmabahçe.
Nel 1861 suo padre morì e lui e sua madre si stabilirono nel Palazzo Feriye. 
Nel 1875 Kemaleddin, insieme ai fratellastri, il futuro Murad V e Şehzade Ahmed Nureddin, si unì alla loggia massonica Proodos, fondata nel distretto di Beyoğlu a Istanbul nel 1867, come associato della loggia francese "Grand Orient. " I rituali della loggia erano tenuti sia in turco che in greco.
Dopo il regno di suo zio Abdülaziz, salì al trono il suo fratellastro Murad V. Dopo soli tre mesi però fu deposto, per incapacità mentale, da un altro loro fratellastro, Abdülhamid II, e rinchiuso con la famiglia nel Palazzo di Çırağan. 
Durante questo periodo, Kemaleddin occupava un appartamento a Palazzo Feriye. Possedeva anche una suite a Palazzo Dolmabahçe che divideva con il futuro Mehmed V in quanto principi ereditari, e un palazzo a Çengelköy, sul Bosforo, il Padiglione di Vahdettin. Nel 1894 un terremoto danneggiò i suoi appartamenti a Dolmabahçe, così vennero costruiti due nuovi padiglioni detti Hareket, uno dei quali venne a lui assegnato.

## Rapporti con Abdülhamid II
Con la deposizione di Murad V e la salita al trono di Abdülhamid II, Kemaleddin divenne secondo in linea di successione.
Kemaleddin faceva parte di una fazione che considerava Abdülhamid II un usurpatore e riteneva che il trono dovesse essere reso a Murad V. Nel 1878, insieme ad altri alleati di Murad, fra cui Şevkefza Sultan, madre di Murad, Servetseza Kadin, Prima Consorte di Abdülmecid, Şehzade Selim Süleyman, loro fratellastro, Fatma Sultan e Seniha Sultan, loro sorellastre, e il marito di quest'ultima, Mahmud Celaleddin Pasha, complottarono per rimettere Murad sul trono, ma il colpo di Stato, portato avanti da Ali Suavi il 20 maggio 1878, fallì a causa del prefetto della polizia di Beşiktaş, Hacı Hasan Pasha. I suoi uomini furono uccisi e i cospiratori appartenenti alla famiglia reale, sebbene non giustiziati, furono posti ai domiciliari o a severe restrizioni e controlli. La prigionia di Murad e della sua famiglia venne rese ancora più rigida. Servetseza morì pochi mesi dopo, secondo molti avvelenata dallo stesso Abdülhamid.
Il rapporto fra Kemaleddin e Abdülhamid II non era buono già dai tempi in cui erano entrambi principi, quando Abdülhamid rifiutò un aiuto finanziario al fratellastro in difficoltà.

## Morte
Kemaleddin morì il 25 aprile 1905 a Palazzo Beşiktaş. Sebbene sia ufficialmente morto per cause naturali, voci persistenti sostennero fosse stato ucciso o avvelenato per ordine di Abdülhamid II. 
Venne sepolto nel suo mausoleo nel cimitero Yahya Efendi. 
Il suo onore e la sua memoria vennero restaurati dopo il 1908, quando venne lodato per le sue tendenze liberali.

## Famiglia
Şehzade Ahmed Kemaleddin aveva una sola consorte:
- Fatma Sezadil Hanım (1856 - 9 febbraio 1943). Nata nel Caucaso, la sposò il 23 aprile 1876 a Palazzo Dolmabahçe. Morì a Istanbul dopo quasi quarant'anni di vedovanza.

Insieme ebbero due figlie:
- Atiyetullah Sultan (Istanbul, 1877 - Istanbul, 1878). Sepolta nel mausoleo paterno nel cimitero Yahya Efendi.
- Münire Sultan (Istanbul, 5 aprile 1880 - Nizza, 7 ottobre 1939). Chiamata in onore di sua zia paterna, si sposò una volta ed ebbe un figlio, Sultanzade Ahmed Kemaleddin Keredin Bey, che sposò Mihriban Hanım, da cui ebbe figli.